# Il dormitorio delle adolescenti
Il dormitorio delle adolescenti (Dortoir des grandes) è un film del 1953 diretto da Henri Decoin.